# Кристалічний індивід
Індивід кристалічний (рос. индивид кристаллический, англ. cristalline individual, нім. kristallisch (kristallen) Individuum) — тверде, фізично та хімічно індивідуалізоване тіло у вигляді окремих монокристалів. 
Субіндивіди кристалічні — підпорядковані дрібні індивіди кристалів мінералів на материнському індивіді, з яким, як правило, знаходяться в паралельному положенні. Мають вигляд опуклих утворень, обмежених гранями з раціональними індексами. 